# Le Mauvais Chemin (film, 1933)
Pour les articles homonymes, voir Le Mauvais Chemin.
Pour plus de détails, voir Fiche technique et Distribution.
Le Mauvais Chemin (O Κακός δρόμος (O kakos dromos)) est un film gréco-turc réalisé par Muhsin Ertuğrul et sorti en 1933.
Ce film fait partie de l'initiative de rapprochement entre la Grèce et la Turquie après le long conflit qui les a opposés. Il est tourné à Istanbul par un réalisateur turc avec les deux plus grandes actrices grecques de l'époque (Maríka Kotopoúli et Cybèle).

## Synopsis
Une jeune femme se prostitue pour survivre. Son frère la tue pour laver l'honneur de la famille.

## Fiche technique
- Titre : Le Mauvais Chemin
- Titre original : O Κακός δρόμος (O kakos dromos)
- Réalisation : Muhsin Ertuğrul
- Scénario : Grigórios Xenópoulos d'après son roman éponyme
- Direction artistique :
- Décors :
- Costumes :
- Photographie :
- Son :
- Montage :
- Musique : Sotiria Iatridou (el)
- Production : Ipek studios
- Pays d'origine :  Grèce,  Turquie
- Langue : grec
- Format : Noir et blanc
- Genre : Drame
- Durée : 80 minutes
- Dates de sortie : 1933

## Distribution
- Maríka Kotopoúli
- Cybèle (en)
- Miranda Myrat (el)
- Vassílis Logothetídis
- Sotiria Iatridou (el)